# Corbel (police de caractères)
Pour les articles homonymes, voir Corbel.
Corbel est une police de caractères linéale créée par Jeremy Tankard pour Microsoft. Elle est distribuée avec Windows Vista à partir de 2005 et tout comme Calibri, Cambria, Candara, Consolas et Constantia, elle fait partie de la collection de polices de caractères ClearType. Ces polices ont été développées pour tirer parti de la meilleure qualité d’affichage offerte par la technologie du même nom.
Elle a été simultanément développée en latin, cyrillique, et grec, et dans les styles romain, italique, gras, et gras italique. Elle utilise les chiffres elzéviriens par défaut, mais les chiffres classiques sont également disponibles en tant que variantes stylistiques, au même titre que les petites capitales par exemple. Chaque police contient 987 caractères.